# Brachyaciura
Brachyaciura är ett släkte av tvåvingar. Brachyaciura ingår i familjen borrflugor.
Kladogram enligt Catalogue of Life:
| Brachyaciura | \| \| Brachyaciura kovacsi \| \| \| \| \| \| Brachyaciura limbata \| \| \| \| \| \| Brachyaciura rufiventris \| \| \| \| |
|              | \| \| Brachyaciura kovacsi \| \| \| \| \| \| Brachyaciura limbata \| \| \| \| \| \| Brachyaciura rufiventris \| \| \| \| |
|              | Brachyaciura kovacsi |
|              | |
|              | Brachyaciura limbata |
|              | |
|              | Brachyaciura rufiventris                                                                                                 |
|              | |